# منتخب إيطاليا للباندي
منتخب إيطاليا للباندي هو ممثل إيطاليا الرسمي في المنافسات الدولية في الباندي في فئة الباندي للرجال
.